# رالي نيوزيلندا
رالي نيوزيلندا (بالإنجليزية:  Rally New Zealand)‏ هو سباق راليات يقام سنويا في نيوزيلندا. أقيم لأول مرة في تاوبو في عام 1969 ولاحقًا انتقل إلى كانتربيري، قبل أن يعود إلى الجزيرة الشمالية في عام 1971 وهو جزء من بطولة العالم للراليات.
أضيف الرالي لأول مرة ليكون ضمن جولات بطولة العالم للراليات في عام 1977. حيث استضافت أوكلاند غالبية أحداث رالي نيوزيلندا، ومنذ عام 2006 يتمركز السباق في هاميلتون. يشتهر رالي نيوزيلندا بالطرق الحصوية السريعة والتي تتنقل بالمنافسين عبر الغابات وبمحاذاة ساحل نيوزيلندا الرائع.

## وصلات خارجية
- الموقع الرسمي